# Traverskran

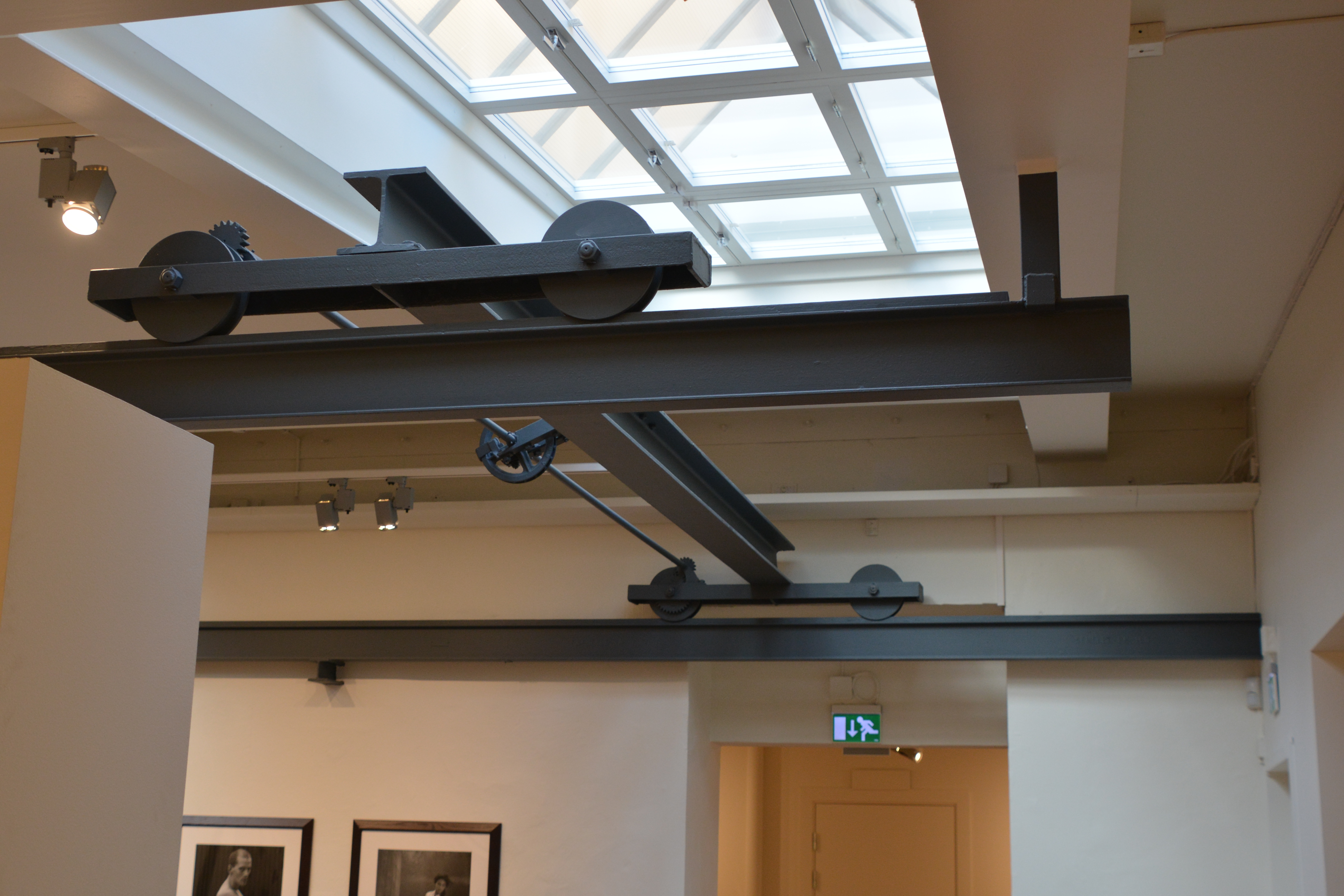
Traverskran på Mindepartementet från 1874

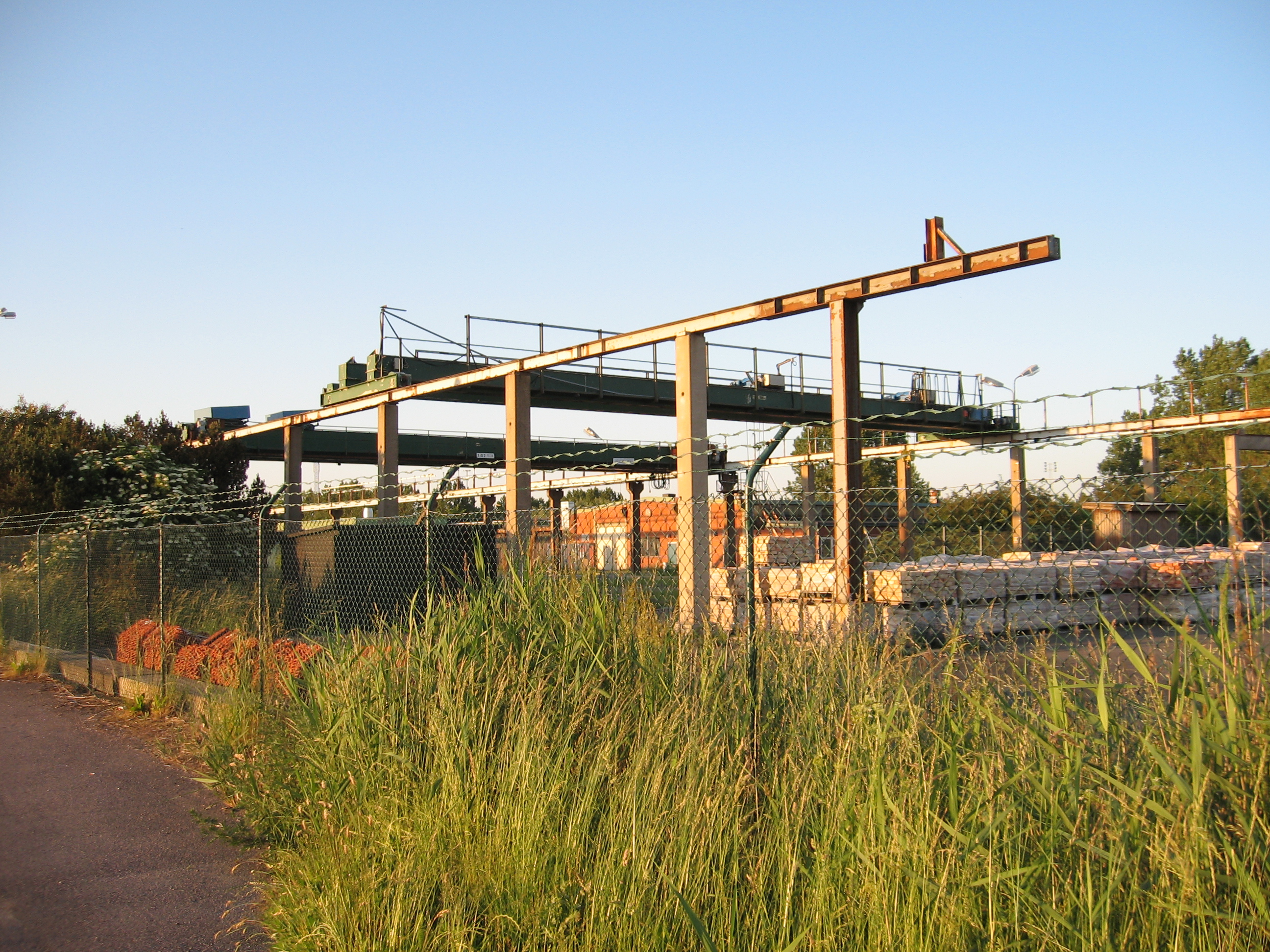
Traverskran vid Skanskas betongelementfabrik i Hjärup

Traverskran, eller travers, är en typ av lyftkran vars bärande konstruktion består av en kranbrygga som vilar på fasta balkar. Kranen kan förflyttas i sidled längs dessa balkar. På traverskranen kan exempelvis en telfer fästas. Vanlig syn i industrilokaler.
Den första traverskranen tillverkades av Shaw Crane Company 1874.[källa behövs] Några historiska tillverkare är ASEA, Hvilans Mekaniska Verkstad och Alfred Gese - Bremen.